# El Valle de Arroyo Seco (Novo México)
El Valle de Arroyo Seco é uma Região censo-designada localizada no estado americano de Novo México, no Condado de Santa Fe.

## Demografia
Segundo o censo americano de 2000, a sua população era de 1149 habitantes.

## Geografia
De acordo com o United States Census Bureau tem uma área de
13,4 km², dos quais 13,4 km² cobertos por terra e 0,0 km² cobertos por água.

## Localidades na vizinhança
O diagrama seguinte representa as localidades num raio de 8 km ao redor de El Valle de Arroyo Seco.